# Marktwertrechnung
Marktwertrechnung ist ein Kalkulationsverfahren, welches bei Kuppelproduktionsprozessen angewandt wird, bei denen kein eindeutiges Hauptprodukt entsteht. Bei Kuppelproduktionsprozessen, die ein eindeutiges Hauptprodukt und ein oder mehrere Nebenprodukte hervorbringen, findet die Restwertrechnung Anwendung.

## Beispiele für Kuppelproduktionsprozesse
- Bei der Förderung von Kiesel entsteht als zweites Produkt Kiessand.
- Die Herstellung von Brettern für die Möbelindustrie hat zwangsläufig die Entstehung von Brennholz zur Folge.
- In Kokereien wird neben Koks auch Gas, Teer und Benzol erzeugt.
- Bei der Erdöldestillation entstehen zwangsläufig Öle, Benzin und Gase.
- Bei der Zerlegung von Fleisch und Verarbeitung von Rohmilch fallen zahlreiche Spaltprodukte an.

## Tragfähigkeits- versus Verursachungprinzip
Bei der Kalkulation von Kuppelprodukten lässt sich das in der Kostenrechnung ansonsten übliche Verursachungsprinzip nicht anwenden, da beim gleichen Produktionsprozess zwangsläufig zwei oder mehrere Produkte entstehen. Welches der Produkte wie viel Kosten verursacht hat, lässt sich nicht feststellen.
Die zu verteilenden Kosten des Ausgangsproduktes haben somit den Charakter von Gemeinkosten.
Ihre Zuordnung auf die Kuppelprodukte ist immer arbiträr.
Dazu steht neben der Restwertmethode die Marktwertrechnung zur Verfügung. Ihr wird vor allem dann der Vorzug gegeben, wenn es unter den Kuppelprodukten kein eindeutiges Hauptprodukt gibt.
Die Marktwertrechnung stellt eine Form der Äquivalenzziffermethode dar, bei der die Äquivalenzziffern aus den Marktwerten der Kuppelprodukte abgeleitet werden. Ihr liegt das Tragfähigkeitsprinzip zu Grunde, nach dem jedem Kuppelprodukt so viel Kosten zugeordnet werden, wie es „tragen kann“. Im Ergebnis erzielen damit alle Kuppelprodukte denselben Deckungsbeitrag pro Mengeneinheit (ME), gemessen in Prozent vom Erlös pro ME.

## Berechnung der Stückkosten
Bei einem Kuppelproduktionsprozess entstehen die drei Hauptprodukte A, B und C. Die gesamten Herstellkosten des Produktionsprozesses belaufen sich auf 28.650 €. Von den drei Produkten sind außerdem die folgenden Daten bekannt:
| Produkt | Produzierte Menge | Marktpreis |
| ------- | ----------------- | ---------- |
| A       | 1.000             | 15         |
| B       | 700               | 10         |
| C       | 900               | 18         |

Um nun die Stückkalkulation der drei Kuppelprodukte durchzuführen, wird die Tabelle um die drei Spalten Erlös, Kosten und Stückkosten erweitert:
| Produkt | Menge | Preis | Erlös  | Kosten | Stückkosten | DB Stück | DB % von P |
| ------- | ----- | ----- | ------ | ------ | ----------- | -------- | ---------- |
| A       | 1.000 | 15    | 15.000 | 11.250 | 11,25       | 3,75     | 25 %       |
| B       | 700   | 10    | 7.000  | 5.250  | 7,50        | 2,50     | 25 %       |
| C       | 900   | 18    | 16.200 | 12.150 | 13,50       | 4,50     | 25 %       |
| Summe:  |       |       | 38.200 | 28.650 |             |          |            |

Die Tabellenspalte „Erlös“ ergibt sich aus der Multiplikation der produzierten Mengen mit ihren Marktpreisen. Die Summe der Erlöse aller drei Produkte beträgt 38.200 €. Auf jeden Euro Erlös entfallen also an Kosten:
{\displaystyle {\frac {\text{Gesamtkosten}}{\text{Erlöse}}}={\frac {28.650}{38.200}}=0{,}75}
Multipliziert man die Werte der Spalte „Erlös“ mit 0,75 €, so erhält man die Kosten, die auf die Produkte A, B und C entfallen.
Zur Berechnung der Stückkosten müssen die Gesamtkosten durch die hergestellten Mengen dividiert werden.

## Anwendung in der Praxis
Bei volatilen Preisen der Kuppelprodukte besteht eine Schwierigkeit in der Anwendung darin, die „geeignete“ Periode zu wählen, aus der die Marktwerte herangezogen werden.
In der Praxis gibt es dazu keine allgemeingültige Vorgehensweise. Sie hängt im Wesentlichen vom Verwendungszweck der Kalkulationsergebnisse (Bestandsbewertung, Vertriebssteuerung etc.) ab.

## Kritik an der Marktwertrechnung
- Dem Verursachungsprinzip wird nicht Rechnung getragen
- Die Marktpreise sind willkürlich gewählte Äquivalenzziffern